# يوسفوروس وهسبيروس

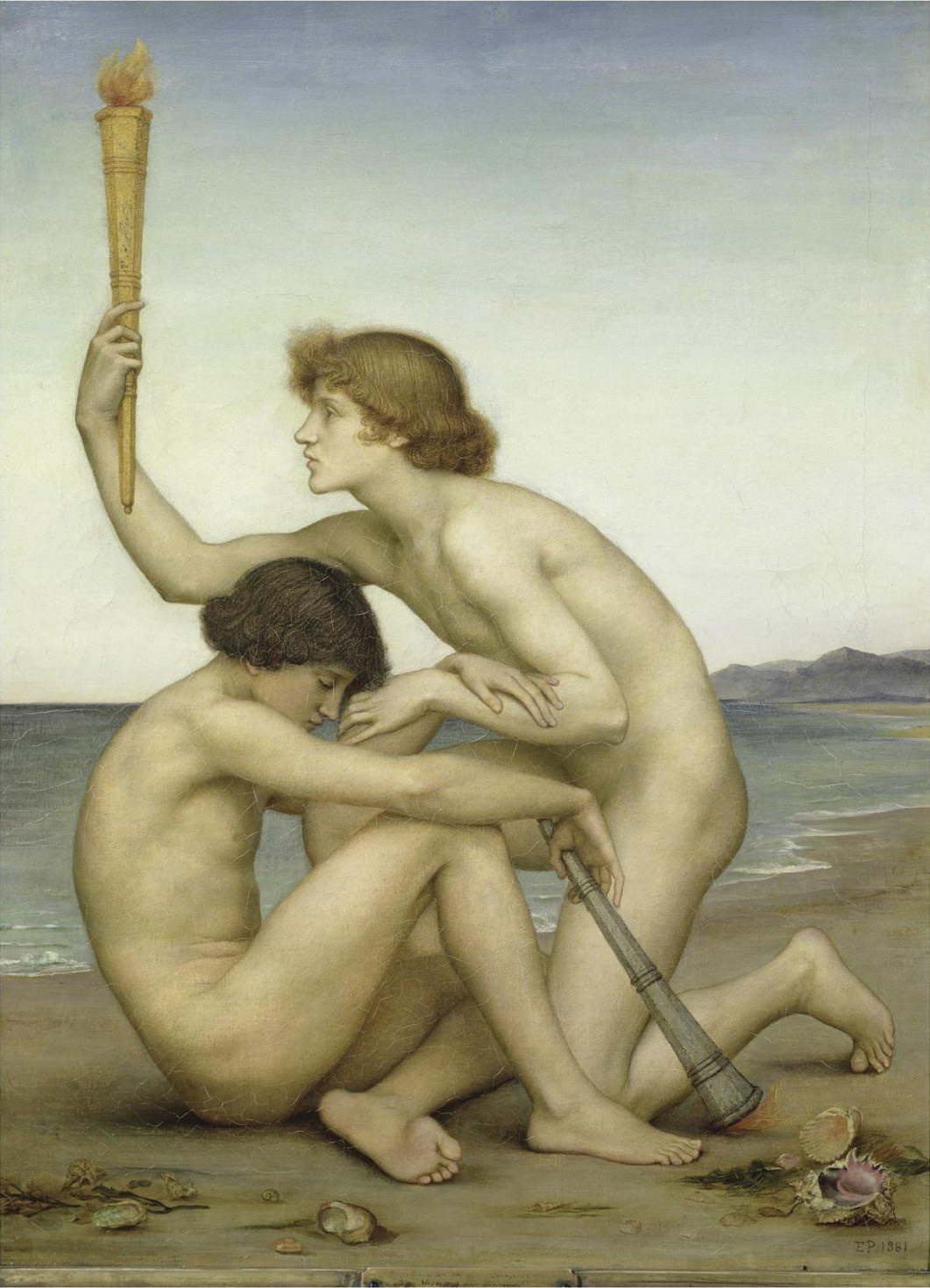
"فوسفور وهسبيروس" بقلم إيفلين دي مورغان. حيث يمثل فوسفوروس (شعلة مرفوعة) فيما يمثل هسبيروس (الشعلة المنخفضة).

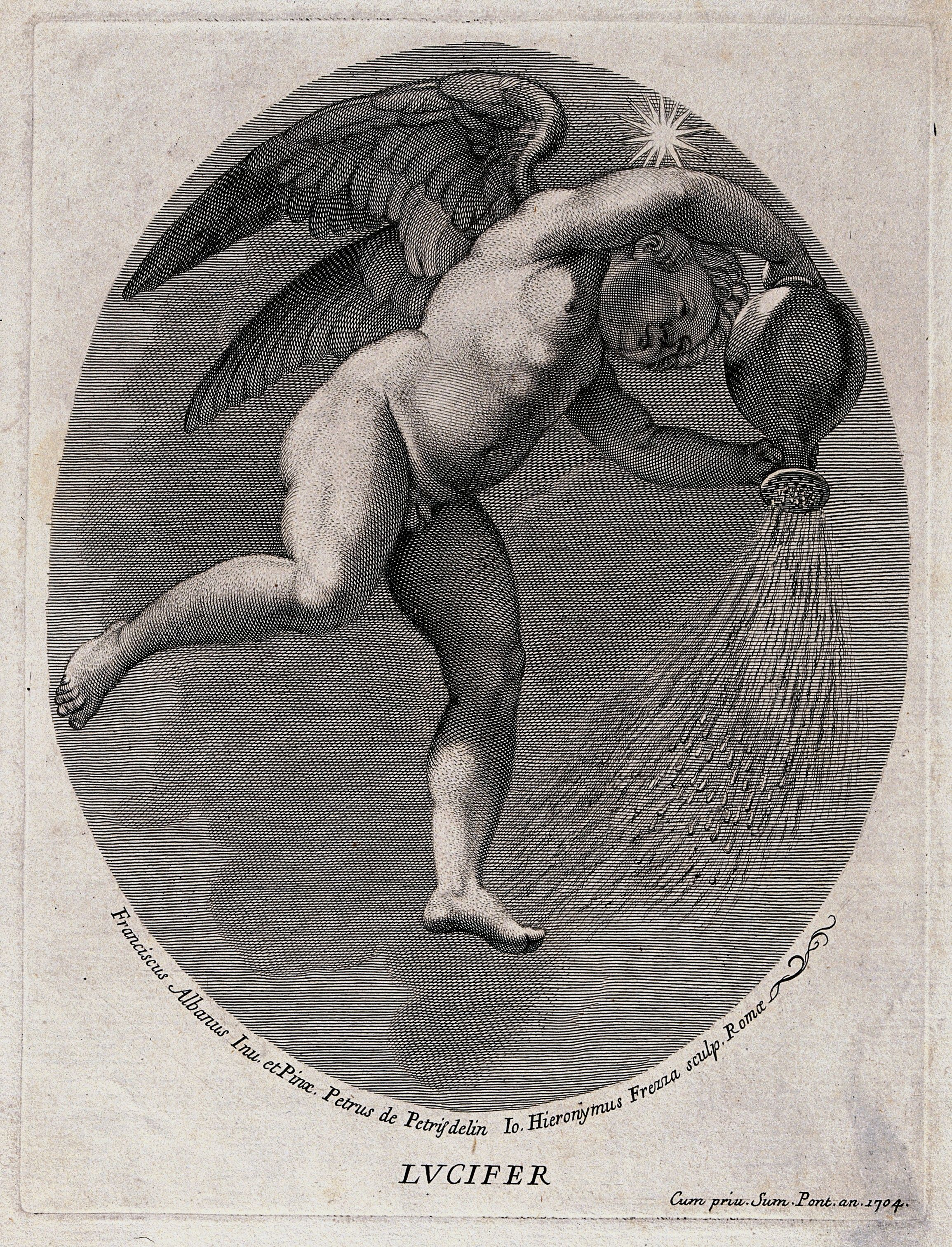
تجسيد لنجمة الصباح من قبل فريزا G.H. Frezza يعود إلى سنة 1704.

يوسفوروس وهسبيروس كانا شقيقان في الأساطير اليونانية، حيث يمثل يوسفوروس إلها «يحمل نجمة الصباح» وهو تعبير يستخدم لوصف كوكب الزهرة عند ظهوره صباحاً لدى العديد من الثقافات، فيما يمثل شقيقه فوسفوروس إلاها يحمل «نجمة المساء» وهو تعبير يستخدم لوصف نفس الكوكب بعد الغسق.
في الأساطير الإغريقية هناك روايتان عن فوسفوروس، الأولى وفق هسيودوس تقول أنه ابن أسترايوس وإييوس؛ في حين أن الأخرى تقول إنه من سيفالوس أو أطلس.
وقد شبه قدماء الرومان يوسفوروس بلوسيفر فيما شبهوا هسبيروس بكوكب الزهرة.